# Pligg

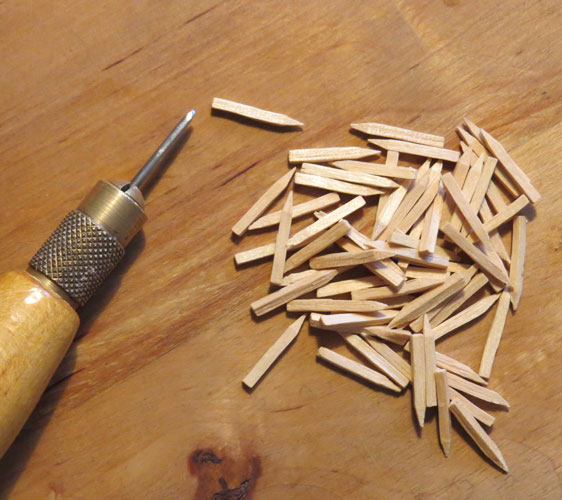
Syl och pligg

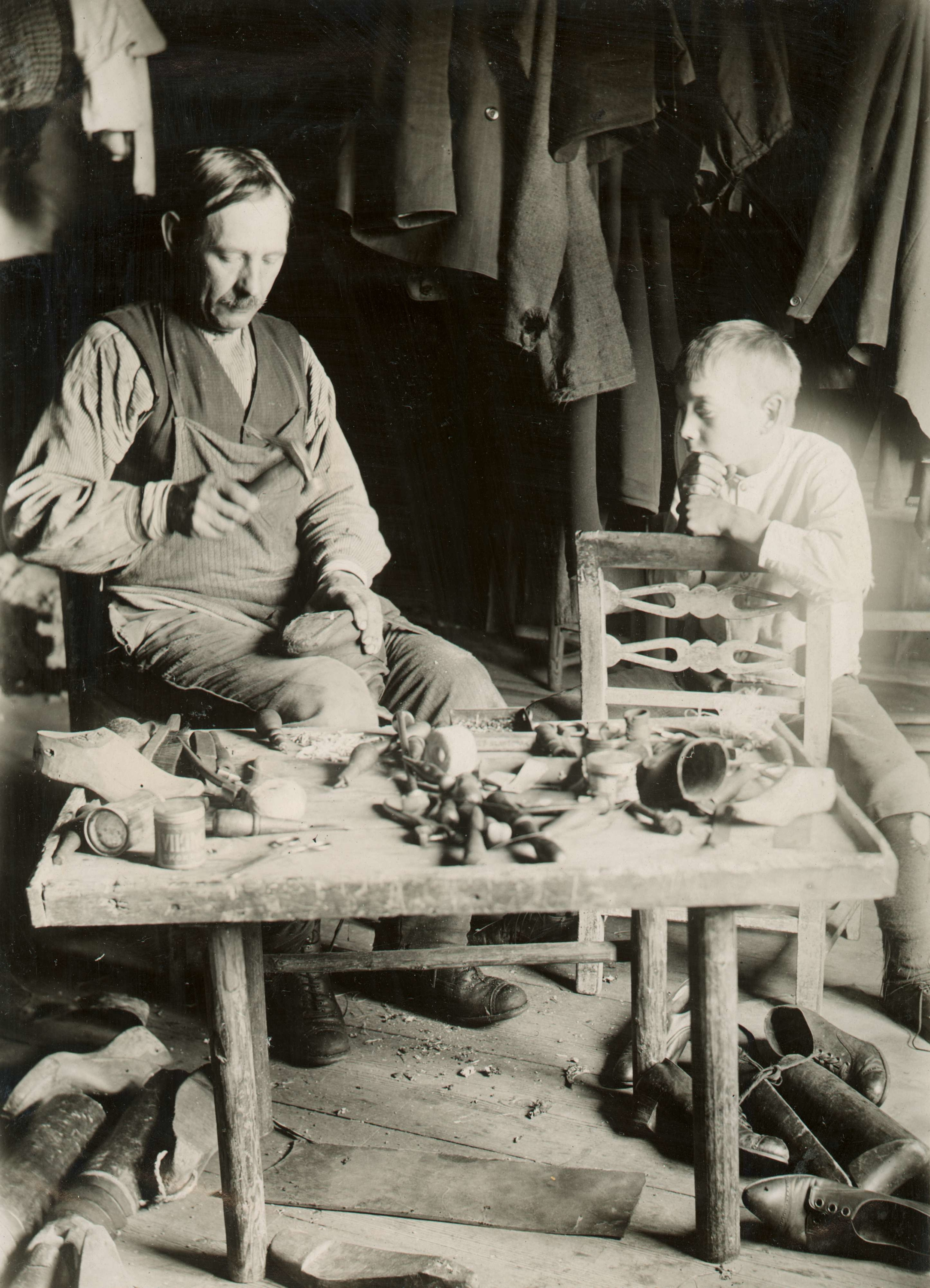
Skopliggning på 1910-talet.

Pligg är ett slags tränitar, som förr användes för att i skodon fästa samman yttersulan med bindsulan m m. Ett ändamålsenligt material för tillverkning av pligg är olvonträ. Med en syl gjordes hål i sulorna och i dessa slogs pliggen i med hjälp av en hammare.